# 联合国打击跨国有组织犯罪公约
联合国打击跨国有组织犯罪公约（英語：United Nations Convention against Transnational Organized Crime），是2000年联合国制订的国际公约。公约订于美国纽约，于2003年9月29日生效，保存人是联合国秘书长。

## 内容
公约规定各缔约国应采取必要措施，进行对参加有组织犯罪集团行为，洗钱，腐败行为的刑事定罪。公约还对打击洗钱活动的措施和反腐败措施，起诉、判决和制裁，没收和扣押，管辖权、引渡、移交和司法协助等做了规定。